# Walter Seitz (Richter)
Walter Seitz (* 27. Dezember 1938; † 29. März 2022) war ein deutscher Richter und Rechtswissenschaftler.

## Leben
Walter Seitz studierte von 1958 bis 1963 an der Ludwig-Maximilians-Universität (LMU) in München. Die juristischen Staatsexamina absolvierte er 1963 und 1968, 1970 promovierte er zum Doktor der Rechte. Bis 1971 war er Wissenschaftlicher Assistent am Leopold-Wenger-Institut für Rechtsgeschichte an der LMU. Von 1971 bis 1978 war er Richter und Staatsanwalt in München, danach bis 1983 Dozent und stellvertretender Fachbereichsleiter an der Bayerischen Beamtenfachhochschule im Fachbereich Rechtspflege in Starnberg. Von 1983 bis 1990 war Seitz Richter am Oberlandesgericht München, von 1990 bis 1995 Richter am Bayerischen Obersten Landesgericht. Von 1995 bis zu seinem Eintritt in den Ruhestand am 31. Dezember 2003 war Seitz Vorsitzender Richter am Oberlandesgericht München. Zuständig war er dort – wie schon in seiner Zeit als Richter am Oberlandesgericht – vor allem für Pressesachen.
Seit 1993 hatte Seitz als Honorarprofessor einen Lehrauftrag zum Presserecht an der LMU.
Seit 1994 war Seitz Mitglied des Court of Arbitration for Sport (CAS) in Lausanne.

## Werke
- Götting, Schertz, Seitz: Handbuch Persönlichkeitsrecht, München, 2018, 2. Aufl.
- Seitz: Der Gegendarstellungsanspruch, München, 2017, 5. Aufl.
- Hoeren, Sieber, Holznagel (bearbeitet u. a. von Seitz): Handbuch Multimedia-Recht, München, 2017, 45. Aufl.
- Seitz: Inkasso-Handbuch, München, 2015, 4. Aufl.